# Zaprti plod
Zaprti plod (lat. fructus indehiscentes) je plod, za katerega je značilno, da se ob zrelosti ne odpre. Plod trajno obdaja osemenje in odpade skupno z njim. Razširjevalna struktura semen je celoten plod in ne le posamezno seme. Zaprti plodovi so lahko sočni ali suhi.

## Sočni zaprti plod
Sočni plodovi so največkrat zaprti plodovi in so lahko enosemenski ali mnogosemenski:
- jagoda – mnogosemenski plod s sočnim perikarpom
- koščičast plod – enosemenski plod, ki ima notranjo plast perikarpa običajno olesenelo
- pečkat plod – perikarp suh, a ga obdaja sočen ovoj, nastal iz omesenelega cvetišča

## Suhi zaprti plod
Suhi zaprti plodovi nimajo mehanizmov za sproščanje semen, kot jih imajo suhi sejalni plodovi.
- običajno enosemenski oreški
- zrno
- rožka, kjer je čaša pogosto spremenjena v letalno napravo
- pokovec